# 北秋田市立阿仁中学校
北秋田市立阿仁中学校（きたあきたしりつ あにちゅうがっこう）は、秋田県北秋田市の旧北秋田郡阿仁町域にあった公立中学校。

## 概要
阿仁合小学校、大阿仁小学校と統合し、「北秋田市立義務教育学校阿仁学園」がスタートすることに伴い、2022年度末で閉校した。
教育目標
「未来の自己実現に向け、自ら学び、共に高め合い、たくましく生きる生徒の育成」
校歌
- 作詞 - 大友 康二
- 作曲 - 菅原良吉

## 沿革
- 1991年（平成3年）
  - 4月1日 - 阿仁第一中学校と阿仁第二中学校を統合し、阿仁町立阿仁中学校開校。同日、校章制定。
  - 4月4日 - 7学級173名で、開校式挙行。
  - 12月8日 - 校歌制定発表会。
- 1992年（平成4年）11月17日 - パソコンルーム完成（コンピュータ16台設置）。
- 1993年（平成5年）
  - 2月16日 - 校旗完成。
  - 8月24日 - 3階多目的ホール完成。
  - 10月1日 - 校訓碑完成。
  - 10月9日 - 阿仁の岩石展示場完成。
- 2001年（平成13年）11月17日 - 創立10周年記念式典・祝賀会挙行。
- 2005年（平成17年）3月22日 - 町村合併により、北秋田市立阿仁中学校と改称。
- 2010年（平成22年）9月13日 - 耐震補強工事完了。
- 2011年（平成23年）3月15日 - 新体育館完成。
- 2022年（令和4年）10月29日 - 閉校記念行事を開催[2]。
- 2023年（令和5年）
  - 3月20日 - 閉校式、校旗返納式を開催[3]。
  - 3月31日 - 閉校。

## 学校行事
- マラソン記録会・自然に親しむ会など

## 通学区域
旧阿仁町域の阿仁合小・大阿仁小の各学区

## 進学前小学校
- 北秋田市立阿仁合小学校
- 北秋田市立大阿仁小学校

## 周辺
- 国道105号
- 阿仁体育館
- 阿仁合保育園
- 山神社

## アクセス
- 秋田内陸縦貫鉄道秋田内陸線 阿仁合駅から、徒歩約935m・約12分。

## 著名卒業者
- GABEZ MASA - パフォーマー